# Constante van Gelfond
Het getal {\displaystyle e^{\pi }}, oftewel e tot de macht {\displaystyle \pi }, wordt de constante van Gelfond genoemd. De numerieke waarde bedraagt bij benadering 23,1406926...
De constante kan ook geschreven worden als:
{\displaystyle (-1)^{-i}},
waarin {\displaystyle i} de imaginaire eenheid is.
Definieert men
{\displaystyle k_{0}={\frac {1}{\sqrt {2}}}}
en voor {\displaystyle n>0}
{\displaystyle k_{n+1}={\frac {1-{\sqrt {1-k_{n}^{2}}}}{1+{\sqrt {1-k_{n}^{2}}}}}},
dan convergeert
{\displaystyle \left({\frac {4}{k_{n+1}}}\right)^{2^{-n}}}
snel naar {\displaystyle e^{\pi }}.

## Eigenschappen
Het getal {\displaystyle e^{\pi }} is een transcendent getal. Dit werd aangetoond door Aleksander Gelfond aan de hand van de stelling van Gelfond-Schneider.
Het is opmerkelijk dat van andere combinaties van e en {\displaystyle \pi } zoals {\displaystyle \pi +e}, {\displaystyle \pi e} of {\displaystyle \pi ^{e}} (nog) niet bekend is of die transcendent of zelfs maar irrationaal zijn.